# Rue Rubens (Nantes)
Pour l’article homonyme, voir Rue Rubens.
La rue Rubens est une voie de Nantes, en France.

## Situation et accès
Située dans le centre-ville de Nantes, la rue Rubens, qui relie la rue Contrescarpe à la rue Boileau, est pavée et fait partie d'un secteur piétonnier. Elle ne rencontre aucune autre voie. Le « passage Crébillon » est une galerie marchande qui relie la rue Rubens à la rue Crébillon.

## Origine du nom
Emme porte le nom du peintre flamand Pierre Paul Rubens (1577-1640).

## Historique
La rue Bignon-Lestard était une des plus anciennes voies d'accès à l'ouest de Nantes. La voie, qui, avec la rue Scribe, formait l'ancienne « rue Bignon-Lestard (ou Létard) », a pris, au début du XIXe siècle, le nom de « rue Rubens ».
En 1740, à l'extrémité est de la rue, dans une cour intérieure non loin du débouché sur la rue Contrescarpe (au niveau du no 4 de l'actuelle rue Rubens), un restaurateur dénommé Travouillet ouvre une salle de concert, qui est louée par la ville en 1760. La municipalité fait réaliser des travaux d'aménagement en 1762, et en 1763 la salle est rebaptisée le « théâtre des Variétés ». D'une capacité de 760 places, le lieu présentait trois niveaux de loges, le parterre n'offrait pas de sièges. Richement décorée, la salle est fréquentée par la haute bourgeoisie nantaise. De 1768 à 1774, c'est mademoiselle Montansier, future directrice du théâtre du Palais Royal à Paris, qui dirige l'établissement. Le répertoire comprend la tragédie, la comédie, l'opéra, l'opéra comique et le bouffon. La construction du théâtre Graslin lui fait une rude concurrence, mais ce n'est pourtant que le lendemain de l'incendie de celui-ci, en 1796, qu'il est fermé une première fois, pour cause de défaut de sécurité en cas d'incendie. Utilisé comme lieu de substitution au « Grand théâtre », le théâtre des Variétés est pourtant définitivement fermé en 1811, deux ans avant la réouverture de Graslin.